# Ел Пуерто дел Бланкеадеро, Пењас Пинтас (Техупилко)
Ел Пуерто дел Бланкеадеро, Пењас Пинтас (шп. El Puerto del Blanqueadero, Peñas Pintas) насеље је у Мексику у савезној држави Мексико у општини Техупилко. Насеље се налази на надморској висини од 1780 м.

## Становништво
Према подацима из 2005. године у насељу су живела 4 становника.

### Хронологија
| Година       | 2000         | 2005 |
| ------------ | ------------ | ---- |
| Становништво | 26 (10 / 16) | 4    |

### Попис
| # | Индикатор                        | Вредност |
| - | -------------------------------- | -------- |
| 1 | Укупно појединачних домаћинстава | 1        |